# Шукыркольский сельский округ
Шукыркольский сельский округ (каз. Шұқыркөл ауылдық округі) — административная единица в составе района имени Габита Мусрепова Северо-Казахстанской области Казахстана. Административный центр — село Шукырколь.
Население — 853 человека (2009, 1384 1999, 1454 в 1989).

## История
27 октября 2000 года совместным решением сессии Северо-Казахстанского областного маслихата и акима области образован Шукыркольский сельский округ путём выделения его территории из состава Новосельского сельского округа.

## Социальные объекты
По состоянию на 1 января 2000 года в сельском округе действуют средняя и основная школа, 2 дошкольных учреждения.
Имеются 2 медицинских пункта, библиотека, школьная библиотека, клуб, отделение АО «Казпочта».
Поставку электроэнергии в округ осуществляет СПК «Рузаевэлектро».
Водоснабжение осуществляется из 6 глубинных скважин, 15 частных колодцев.

## Общественные и религиозные объединения
В округе функционируют мечеть «Акшам» в селе Шукырколь, мечеть «Казахстан» в селе 15 лет Казахстана, 2 общественных объединения — Совет ветеранов, Совет общественности. В округе действует этно-культурное объединение «Арай».

## Состав
В состав округа входят такие населенные пункты:
| Населенный пункт        | Население, человек (1989) | Население, человек (1999) | Население, человек (2009) |
| ----------------------- | ------------------------- | ------------------------- | ------------------------- |
| 15 лет Казахстана, село | 274                       | 306                       | 243                       |
| Караагаш, село          | 262                       | 250                       | 151                       |
| Шукырколь, село         | 918                       | 828                       | 459                       |